# Машинописная страница
Машинописная страница — единица измерения машинописных работ, представляющая лист бумаги размером 210×297 мм (формат А4), напечатанный с одной стороны.

## На пишуших машинках
Машинописной считается страница, которая соответствует характеристикам:
- формат листа — A4;
- поля (устанавливаются на полеустановителе машинки):

левое — 35 мм или 13—14 шагов;
правое — не менее 8 мм или 3—4 шага;
верхнее — 20 мм;
нижнее — не менее 19 мм;
- длина строки должна быть равной 57—60 или 60—64 ударам;
- количество строк равно 29—31;
- междустрочный интервал — двойной.

При данных параметрах одна машинописная страница вмещает 1860 печатных знаков (включая пробелы), а 22—23 машинописные страницы составляют авторский лист. Также допускаются страницы полуторной (2450 знаков) и двойной (3630 знаков) плотности, принимая соответственно полуторный и одинарный интервалы.

## На компьютерах
Чтобы достичь нужного количества знаков (1860), присущих машинописной странице, в текстовых процессорах, таких как Microsoft Word или LibreOffice Writer, надо подобрать соответствующий кегль и шрифт.
Стандартное количество знаков в машинописной строке около 60, но это касается машинописного шрифта, относящегося к категории моноширинных (все буквы и интервалы имеют одинаковую ширину). При использовании шрифтов, таких как Times New Roman, количество знаков отличается от стандартного, так как этот шрифт относится к категории пропорциональных, то есть буквы, знаки, интервал имеют разную ширину — поэтому количество знаков в разных строках может значительно отличаться друг от друга. Аналогами машинописного шрифта являются такие моноширинные шрифты как Courier New, Lucida Console, Consolas.
Наиболее близкой к машинописной странице является страница Microsoft Word с параметрами:
- формат листа — A4;
- ориентация — книжная;
- поля:

левое — 3,5 см;
правое — 1,5 см;
верхнее — 2,0 см;
нижнее — 1,9 см;
- шрифт — моноширинный типа Courier New или Lucida Console;
- кегль — 12 пт (ширина буквы — 2,54 мм);
- междустрочный интервал — 24 пт.

При этом электронная страница имеет 30 строк, в каждой по 62 знака, что суммарно составляет стандарт машинописной страницы в 1860 знаков.

### Комментарии
1. 1 2 3  При средней ширине шага каретки около 2,54—2,6 мм, подробнее см. в ГОСТ 8854—75[4].